# Johann Georg Schoch
Johann Georg Schoch (getauft 28. Februar 1627 in Leipzig; † um 1690) war ein deutscher Lyriker, Dramatiker und Übersetzer der Barockzeit.

## Leben
Schoch war Sohn eines Leipziger Juweliers. Im Anschluss an den Schulbesuch in der Heimatstadt immatrikulierte er sich 1644 an der Leipziger Universität, wo er in Kontakt mit dem Dichter David Schirmer kam. Zusammen mit Schirmer ging er auf einige Zeit nach Wittenberg, um dort den vielgerühmten Vorlesungen August Buchners beiwohnen zu können. Sein Studienabschluss in Rechtswissenschaft erfolgte jedoch wieder in Leipzig, vermutlich um 1658, denn ab 1659 ist er bereits als Advokat in Naumburg (Saale) nachgewiesen. 1668 ist er Amtmann in Westerburg, und 1678 ist sein Wohnsitz nachweislich in Kölln an der Spree, heute Berlin. Danach verliert sich seine Spur. Neben einer Reihe anderer Schriften hinterließ Schoch vor allem eine bedeutende Sammlung barocker Lyrik, darunter 100 Lieder, 200 Sonette und 400 Epigramme. Trotz mehrfacher Bemühungen wurde er nie in die Fruchtbringende Gesellschaft aufgenommen.

## Werke (Auswahl)
- Comoedia vom Studenten-Leben. Wittigau, Leipzig 1657
  - weitere Ausgabe: Wittigau, Leipzig 1658 (Digitalisat und Volltext im Deutschen Textarchiv)
  - weitere Ausgabe: Wittigau, Leipzig 1660 (Digitalisat)
  - Faksimiledruck nach der Ausgabe von 1657 hrsg. Hugh Powell. Herbert Lang, Bern 1976
- (Übersetzung) Publius Ovidius Naso: Kurtze Verfassung Ovidianischer Verwandlungs-Beschreibungen. Leipzig 1650
- Neu-erbaueter Poetischer Lust- und Blumen-Garten. Leipzig 1660
- Neu-erfundene Philyrenische Krieg- und Friedens-Schäfferey. Naumburg 1663
- (Übersetzung) Publius Ovidius Naso: Poetischer Weyrauchbaum und Sonnenblume. Leipzig 1656
- (Übersetzung) Jean Mocquet: Wunderbare, jedoch gründliche und warhaffte Geschichte und Reise-Begebnisse in Afrika, Asia, Ost- und West-Indien. Lüneburg 1688